# 江橋摩美
江橋 摩美（えばし まみ、1969年（昭和44年）10月19日 - ）は、元山形放送アナウンサー。現在はフリーアナウンサーで、太平洋放送協会所属である。国際薬膳師の資格を持つ。
やまがたアナウンススクール特別講師。

## 来歴・人物
東京都世田谷区出身。　國學院久我山高校、玉川大学卒業。　
1992年、山形放送に入社。
テレビでは『ピヨ卵ワイド457』『YBCニュースプラス1』『やまがたサンデー5』などを担当。
ラジオ番組『ミュージックブランチ』では「キューティーマミー」の名で活躍。アニメソング、B級アイドルソングなどを取り上げる『アニマニ大行進』を企画制作。「ある時はリクエストにお答えするDJまみ、またある時はイベント会場に現れるMCまみ、そしてまたある時は超真面目なニュースキャスターまみ…はたしてその実態は!?…ちゃ～んと聴かないと、おしおきよっ!」の掛け声とともに始まる『アニマニ大行進』は、山形県民を驚かせた。また山形放送の新人時代、同局アナウンサー門田和弘とのコンビで放送されたラジオ番組『CALL HIGHSCHOOL STUDIUM』は、山形のラジオ番組という枠をいろいろと超越した伝説のラジオ番組である。
東京ヤクルトスワローズの大ファン。ミュージックブランチ内で、球団応援コーナーを放送していた。
また、駅伝大会の実況やスピードスケート選手の加藤条治とのトークショーコーディネーターなど、スポーツの分野にも取り組んでいた。
番組の企画で、当時「週刊少年ジャンプ」に連載されていた山形県出身のマンガ家しんがぎんの「鬼が来たりて」に、
キャラクターとして登場した。
2001年には、「指輪」をヒットさせた男性ユニット・navy&ivoryを発掘した。　
2004年に退社し、現在は『世の光』（太平洋放送協会制作、文化放送などで放送）などを担当している。
子供の頃は芸能界に憧れを持っていたようで、中学時代、映画の出演歴があることを番組内で明かした。
2008年10月より、東京アナウンスセミナー（ジェイタス）講師を務めている。

## 人物
- アメリカ留学中にアメリカの教会で洗礼を受けた。
- 父親は道徳教育の第一人者で、「手品師」の作者、役割演技の提唱者である江橋照雄。
- 姉はフジテレビの「爆笑そっくりものまね紅白歌合戦スペシャル」の番組デスクをしている。
- 声優の岩男潤子と同級生。（「ミュージックブランチ」内でコンサートリポートをした。）